# Arcane Astral Aeons
Arcane Astral Aeons är det norska gothic metal-bandet Sirenias nionde studioalbum, utgivet 2013 av skivbolaget  Nuclear Blast. Albumet är det andra med den franska kvinnliga vokalisten  Emmanuelle Zoldan. För första gången är samtliga Sirenia-medlemmar med i studio. Albumet mixades och mastrades i Hansen Studios i Ribe i Danmark.

## Låtförteckning
1. "In Styx Embrace" – 6:00
2. "Into the Night" – 4:40
3. "Love like Cyanide" – 5:49
4. "Desire" – 5:15
5. "Asphyxia" – 5:37
6. "Queen of Lies" – 3:55
7. "Nos heures sombres" – 4:30
8. "The Voyage" – 5:10
9. "Aerodyne" – 4:40
10. "The Twilight Hour" – 4:04
11. "Glowing Embers" – 5:32
12. "Love like Cyanide (edit)" – 4:06

- Text & musik: Morten Veland (spår 1–6, 8–12), Emmanuelle Zoldan (spår 7)

## Medverkande
Musiker (Sirenia-medlemmar)
- Morten Veland – sång, gitarr, basgitarr, keyboard, trummor, programmering
- Emmanuelle Zoldan – sång, kör
- Nils Courbaron – sologitarr (spår 1, 2, 10)
- Jan Erik Soltvedt – sologitarr (spår 5, 8)

Bidragande musiker
- Stéphanie Valentin – violin
- Yannis Papadopoulos – sång (spår 3)
- Østen V. Bergøy – sång (spår 9)
- Damien Surian – kör
- Mathieu Landry – kör
- Emilie Bernou – kör

Produktion
- Morten Veland – producent, ljudtekniker
- Jacob Hansen – producent, ljudtekniker, ljudmix, mastering
- Terje Refsnes – ljudtekniker, ljudmix
- Gyula Havancsák – omslagsdesign, omslagskonst